# Witte Dag
Witte Dag (Japans: ホワイトデー Howaitodē) is een Japanse feestdag. Deze traditie vindt plaats op 14 maart, exact één maand na het aan deze dag verwante Valentijnsdag.

## Gebruik
In Japan is de valentijnstraditie dat vrouwen en meisjes chocolade schenken aan mannen en jongens. Hoewel er, net zoals in het Westen, chocola geschonken wordt aan liefdespartners, wordt vooral ook aan gewaardeerde vrienden, familie en collega's geschonken. In die gevallen zit er dus geen romantisch aspect aan de gift, maar heeft het als doel waardering uit te spreken voor hun gezelschap. Op Witte Dag is het vervolgens de beurt aan de mannen en jongens om deze giften te beantwoorden.
Meestal gebeurt dat ook met chocola. Winkels en zoetwarenketens spelen op deze traditie in door rond Witte Dag mooi opgemaakte doosjes en zakjes chocola te verkopen. Daarbij speelt de kleur wit een grote rol. Het 'wit' in Witte Dag slaat op de kleur van suiker. Veel Witte Dag-chocolade wordt opgemaakt met witte versieringen of verpakt in witte doosjes.
Hoewel chocola veruit de meest geschonken gift is op Witte Dag, worden aan hechte geliefden ook wel andere cadeaus gegeven. Ook daarbij is de kleur wit het thema. Men denke aan witte sieraden, ondergoed of bloemen.
Niet-verkochte chocola wordt na Witte Dag in Japan voor zeer lage prijzen in de uitverkoop gedaan.